# The European Physical Journal B
The European Physical Journal B (anciennement Zeitschrift für Physik B: Condensed Matter) est une revue scientifique mensuelle à comité de lecture qui publie des articles de recherches originales dans les domaines de la physique de la matière condensée et des systèmes complexes. Faisant partie de la série The European Physical Journal il est conjointement édité par EDP Sciences, Società italiana di fisica (it) et Springer-Verlag.
D'après le Journal Citation Reports, le facteur d'impact de ce journal était de 1,536 en 2017.

## Indexation
The European Physical Journal B est indexé dans :
- Science Citation Index
- Journal Citation Reports
- Materials Science Citation Index (en)
- Chemical Abstracts Service
- CSA - ProQuest (en)
- Zentralblatt MATH